# Arthur Crispien
Arthur Crispien (Königsberg, 4 novembre 1875 – Berna, 29 novembre 1946) è stato un politico, giornalista e pittore tedesco.

## Biografia
Crispien nacque a Königsberg (moderna Kaliningrad, in Russia) da August e Franziska Crispien. Lavorò come pittore di casa e di scena a Königsberg e si unì al Partito Socialdemocratico di Germania (SPD) nel 1894. Lavorò per un fondo di assicurazione sanitaria e divenne direttore della Königsberger Volkszeitung (1904-1906), della Danzig Volkswacht (1906-1912) e della Schwäbische Tagwacht a Stoccarda (1912-1914). Dal 1906 al 1912 Crispien fu il presidente regionale del DOCUP nella Prussia Occidentale.
Allo scoppio della prima guerra mondiale si oppose al Burgfriedenspolitik dell'SPD per aver votato per i crediti di guerra tedeschi e fu licenziato dalla Schwäbische Tagwacht. Pubblicò illegalmente il giornale Der Sozialdemokrat (Il Socialdemocratico) e fu imprigionato per 6 mesi. Fu arruolato nell'esercito tedesco nel 1916, si unì agli Indipendenti socialdemocratici (USPD) nel 1917 e divenne copresidente e membro del Comitato Esecutivo. L'era di Weimar lo vide eletto membro del Reichstag nel 1920.  Successivamente ricongiunse la SPD nel 1922 e ne divenne il copresidente.
Dal 1921 Crispien fu membro del comitato esecutivo dell'Unione dei Partiti Socialisti per l'Azione Internazionale e dal 1923 delegato all'Internazionale laburista e socialista. Nel 1920 guidò una delegazione dell'USPD al II Congresso dell'Internazionale Comunista ma si rifiutò di accettare le condizioni di Lenin per la partecipazione all'Internazionale Comunista (Comintern).
In seguito all'incendio del Reichstag nel 1933 Crispien andò in esilio in Austria e successivamente in Svizzera, in rappresentanza del Partito Socialdemocratico in esilio. Crispien sostenne i rifugiati politici ed ebrei dalla Germania nazista e divenne membro del Partito Socialista Svizzero. Fu un delegato alla conferenza sui rifugiati del 1945 a Montreux.
Crispien morì a Berna, in Svizzera, il 29 novembre 1946, all'età di 71 anni.